# Aleksandrowo (Sejny)
Pour les articles homonymes, voir Aleksandrowo.
Aleksandrowo est un village situé dans la commune de Krasnopol, dans le district de Sejny, voïvodie de Podlachie, dans le nord-est de la Pologne.
Il compte 101 habitants en 2008.